# لی کیو هان
لی کیو هان (کره‌ای: 이규한؛ زادهٔ ۴ اوت ۱۹۸۰) بازیگر اهل کره جنوبی است. او حرفه بازیگری خود را در سال ۱۹۹۸ آغاز کرد و نخستین بار در مجموعه تلویزیونی سال ۲۰۰۵، نام من کیم سام سون است در نقش دوست‌پسر سابق نقش اصلی زن شناخته شد. لی از آن زمان تاکنون در مجموعه‌های تلویزیونی همچون به صدای قلبم گوش کن، رئیس درونگرا، خانواده مهربان، او هرگز نخواهد فهمید و زندگی دوباره من ایفای نقش کرده‌است.